# Entidad
Entidad o ente  (del latín: ens) es algo que es o que existe de alguna manera determinada, según la filosofía. De igual forma el término «ente», así como el de ser, es muy general y vago, ya que en la historia de la filosofía occidental se ha usado con diversos sentidos. Algunos autores recientes, entre los que están Martin Heidegger y Étienne Gilson, proponen distinciones entre los conceptos de ser (el acto de ser) y ente (lo que es).

## Historia del término
«Ente» proviene del latín «ens», participio presente neutro del verbo «esse» («ser»). Fue introducido en la lengua filosófica como traducción del vocablo griego «ὄν» (ón), participio del verbo «εἶναι» (que se translitera  «eînai» y también significa «ser»). Tanto «ὄν» como «ens» se pueden traducir como «algo que es».
El vocablo latino ens fue usado por Quintiliano en Institutiones Oratoriae «Muchos vocablos hay formados de la lengua griega, en lo que se propasó Flavio Sergio, como ens y essentia. De los cuales no hay otro motivo para hacer tanto asco, sino el que contra nosotros mismos somos jueces demasiado escrupulosos, y de aquí nace que seamos tan pobres en las palabras». 
El gramático Prisciano de Cesárea manifestó que ens fue usado por César. 
Tomás de Aquino y autores tomistas contemporáneos distinguen entre ente y esentia. En italiano se usan respectivamente a tal efecto ente y essere; en alemán se usan Seiendes y Sein. En francés y en inglés se solía usar un solo término para ente y ser: être y being pero durante el siglo pasado se comenzaron a usar los neologismos étant y essent.